# Copiocera austera
Copiocera austera är en insektsart som beskrevs av Gerstaecker 1889. Copiocera austera ingår i släktet Copiocera och familjen gräshoppor. Inga underarter finns listade i Catalogue of Life.